# Golul de aur
În unele sporturi, printre care hochei pe gheață și fotbal, golul de aur este o regulă folosită pentru stabilirea unui învingător în cazul unei partide eliminatorii terminate la egalitate. Dacă scorul este egal după timpul regulamentar, atunci partida continuă o perioadă de timp până când o echipă marchează un gol. În acel moment, meciul se încheie și echipa care a înscris golul este declarată învingătoare. Dacă în această perioadă de timp nu se marchează niciun gol, atunci se trece la alte metode de departajare. În fotbal, această regulă a fost instituită în 1993, dar s-a renunțat la ea începând cu 2004.

## Fotbal
În fotbal, regula a fost introdusă de FIFA în 1993 cu scopul de a încuraja jocul ofensiv în timpul prelungirilor și de a reduce frecvența meciurilor decise în urma loviturilor de la 11 metri, considerate o „loterie”. Primul meci decis cu această regulă a fost partida Argentina - Uruguay, disputată în martie 1993 la campionatele mondiale de tineret, iar cele mai celebre întâlniri decise astfel au fost finalele Campionatului European de Fotbal din 1996, când Germania a învins Cehia în prelungiri prin golul de aur marcat de Oliver Bierhoff, și 2000, când Franța a învins Italia prin golul de aur marcat de David Trezeguet.
Întrucât au existat numeroase plângeri că această regulă are efecte inverse celor dorite, inclusiv din partea unor antrenori reputați, ca Arsene Wenger, David O'Leary și Gerard Houllier, în februarie 2004 s-a decis de către IFAB ca regula să fie abolită imediat după Campionatul European de Fotbal din 2004, iar la Campionatul Mondial de Fotbal din 2006, regula nu a mai fost folosită.
În 2002 UEFA a introdus regula golului de argint pentru a decide un meci competitiv. În prelungiri, echipa care conducea după cincisprezece minute câștiga, dar meciul nu mai era oprit exact în momentul în care una din echipe marca. Ea a fost anulată odată cu golul de aur.

## Legături externe
- Golul de aur la uefa.com